# Dendrophilus proditor
Dendrophilus proditor är en skalbaggsart som först beskrevs av Reichardt 1925.  Dendrophilus proditor ingår i släktet Dendrophilus och familjen stumpbaggar. Inga underarter finns listade i Catalogue of Life.